# FC Tokyo 2001
Questa voce raccoglie le informazioni riguardanti il FC Tokyo nelle competizioni ufficiali della stagione 2001

## Stagione
Pur ripetendo in sostanza gli stessi risultati della stagione precedente (concluse il campionato a campionato all'ottavo posto e fu eliminato nelle fasi iniziali delle coppe), nella stagione 2001 il FC Tokyo registrò una significativa impennata nell'affluenza di pubblico alle proprie partite, che le permise di sorpassare i rivali cittadini del Tokyo Verdy.

## Divise e sponsor
Il fornitore tecnico Adidas introduce un nuovo disegno delle divise che vede le maniche di colore rosso. Lo sponsor ampm viene confermato.
| Manica sinistra · Manica sinistra · Maglietta · Maglietta · Manica destra · Manica destra · Pantaloncini · Pantaloncini · Calzettoni | Manica sinistra · Manica sinistra · Maglietta · Maglietta · Manica destra · Manica destra · Pantaloncini · Pantaloncini · Calzettoni |

## Rosa
| N. |                     | Ruolo | Calciatore          |
| -- | ------------------- | ----- | ------------------- |
| 1  | Giappone (bandiera) | P     | Yōichi Doi          |
| 2  | Giappone (bandiera) | D     | Naruyuki Naitō      |
| 3  | Brasile (bandiera)  | D     | Sandro              |
| 4  | Giappone (bandiera) | D     | Mitsunori Yamao     |
| 5  | Giappone (bandiera) | C     | Takahiro Shimotaira |
| 6  | Giappone (bandiera) | D     | Takayuki Komine     |
| 7  | Giappone (bandiera) | C     | Satoru Asari        |
| 8  | Giappone (bandiera) | D     | Ryūji Fujiyama      |
| 9  | Giappone (bandiera) | A     | Wagner Lopes        |
| 9  | Giappone (bandiera) | A     | Kenji Fukuda        |
| 10 | Giappone (bandiera) | C     | Fumitake Miura      |
| 11 | Brasile (bandiera)  | A     | Amaral              |
| 12 | Giappone (bandiera) | D     | Osamu Umeyama       |
| 13 | Giappone (bandiera) | C     | Kensuke Kagami      |
| 14 | Giappone (bandiera) | C     | Yukihiko Sato       |
| 15 | Giappone (bandiera) | D     | Tetsuya Itō         |
| 16 | Giappone (bandiera) | C     | Toshiki Koike       |

| N. |                     | Ruolo | Calciatore          |
| -- | ------------------- | ----- | ------------------- |
| 17 | Giappone (bandiera) | A     | Toru Kaburgi        |
| 18 | Giappone (bandiera) | C     | Tadatoshi Masuda    |
| 19 | Brasile (bandiera)  | C     | Kelly               |
| 20 | Giappone (bandiera) | D     | Shinya Sakoi        |
| 21 | Giappone (bandiera) | P     | Taishi Endo         |
| 22 | Giappone (bandiera) | P     | Hideaki Ozawa       |
| 23 | Giappone (bandiera) | C     | Tetsuhiro Kina      |
| 24 | Giappone (bandiera) | C     | Masamitsu Kobayashi |
| 25 | Giappone (bandiera) | C     | Masashi Miyazawa    |
| 26 | Giappone (bandiera) | C     | Kazuyoshi Suwazono  |
| 27 | Giappone (bandiera) | C     | Masatoshi Matsuda   |
| 28 | Giappone (bandiera) | A     | Jun Enomoto         |
| 29 | Giappone (bandiera) | A     | Mitsuhiro Toda      |
| 30 | Giappone (bandiera) | D     | Minoru Kobayashi    |
| 31 | Giappone (bandiera) | P     | Go Kaburaki         |
| 32 | Giappone (bandiera) | C     | Masanori Ito        |
| 33 | Giappone (bandiera) | D     | Hikaru Mita         |

## Statistiche

### Statistiche di squadra
| Competizione           | Punti | Totale | Totale | Totale | Totale | Totale | Totale | DR |
| Competizione           | Punti | G      | V      | N      | P      | Gf     | Gs     | DR |
| ---------------------- | ----- | ------ | ------ | ------ | ------ | ------ | ------ | -- |
| J. League Division 1   | 41    | 30     | 13     | 5      | 12     | 47     | 47     | 0  |
| Coppa Yamazaki Nabisco | -     | 4      | 2      | 1      | 1      | 10     | 5      | +5 |
| Coppa dell'Imperatore  | -     | 1      | 0      | 0      | 1      | 0      | 1      | -1 |
| Totale                 | -     | 35     | 15     | 6      | 14     | 57     | 53     | +4 |

### Videografia
- FC Tokyo Stars 1999-2008 (FC東京 スターズ 1999-2008?) ASIN B002AR5O7U